# Micrognathie
Micrognathie is een aangeboren ontwikkelingsstoornis van de onderkaak, waardoor deze klein blijft met een niet-ontwikkelde kin.
De term is een samenstelling van de uit het Oudgrieks afkomstige woorden μικρός mikros (klein) en γνάθος gnathos (kaak).

## Gerelateerde ziektebeelden
Micrognathie kan geïsoleerd voorkomen maar ook gerelateerd zijn aan een ziektebeeld zoals: syndroom van Pierre Robin, syndroom van Meier-Gorlin, syndroom van Marfan, progeria, syndroom van Treacher Collins, trisomie 13, trisomie 18, juveniele reumatoïde artritis, syndroom van Miller en syndroom van Goldenhar.

## Therapie
De behandeling kan kaakchirurgisch zijn bijvoorbeeld met een distractieosteotomie.

## Anesthesie bij micrognathie
Het belangrijkste probleem dat kan ontstaan bij anesthesie bij een patiënt met micrognathie, is het verzorgen van een veilige luchtweg. Het plaatsen van een buisje in de luchtpijp (endotracheale tube) kan extreem moeilijk en soms zelfs onmogelijk zijn. De anesthesioloog moet zich hierop ter dege voorbereiden en alternatieve methoden kunnen toepassen om de luchtweg open te houden.